# Dolní Chvatliny
Dolní Chvatliny település Csehországban, a Kolíni járásban. Dolní Chvatliny Svojšice, Toušice, Bečváry, Krychnov, Libodřice, Lošany, Polní Voděrady, Zásmuky és Kořenice településekkel határos. Lakosainak száma 498 fő (2024. január 1.).

## Népesség
A település lakosságának változását az alábbi diagram mutatja:
| Lakosok száma | 890  | 1068 | 1021 | 690  | 518  | 411  | 482  | 485  | 495  | 498  |
|               | 1869 | 1890 | 1921 | 1950 | 1980 | 2001 | 2017 | 2019 | 2022 | 2024 |